# Blue Spring (Manga)
Blue Spring (jap. 青い春, Aoi Haru) ist der Titel einer 1993 veröffentlichten Sammlung von Manga-Kurzgeschichten von Taiyō Matsumoto. Sie erschien bei Shōgakukan und umfasst sieben Frühwerke des Autors, die zwischen 1990 und 1993 in den Manga-Magazinen Young Sunday, Kindai Mājan und Big Comic Spirits veröffentlicht wurden. Eine deutschsprachige Ausgabe von Blue Spring erschien 2024 bei Reprodukt.
Die in Blue Spring versammelten Geschichten handeln von Jugendlichen und jungen Männern, deren Alltag von Apathie, Identitätssuche und Gewalt geprägt ist.
Unter der Regie von Toshiaki Toyoda entstand eine 2002 veröffentlichte, lose Spielfilm-Adaption mit gleichem Titel, die einige Kurzgeschichten der Manga-Anthologie zusammenführte.

## Handlung
Wenn du glücklich bist, klatsch in die Hände! (しあわせなら手をたたこう, Shiawase nara te o tatakō) beschreibt den Alltag an einer heruntergekommenen Schule für Jungen: Die Freunde Aoki und Kujo und ihre Mitschüler vertreiben sich die Zeit mit Alkohol und riskanten Mutproben, während ihre Lehrer ihnen mit Verachtung begegnen. Nur durch Gewalt und immer extremere Wagnisse kann Kujo seine Vorrangstellung behaupten. Bei einem dieser Spiele, bei der sich die Schüler mit den Händen ans Dachgeländer des Schulgebäudes hängen und zum schnellen Klatschen lösen, sterben regelmäßig Schüler – zuletzt auch Aoki.
Revolver (リボルバー, Riborubā) erzählt von drei Männern, die durch einen anonymen Hinweis auf einen versteckten Revolver mit einigen Patronen stoßen. Zunächst versuchen sie Geld einzunehmen, indem sie einen bekannten Waffennarren mit der Pistole schießen lassen. Beim Besuch eines Waffenladens, bei dem sie weitere Munition erwerben wollen, geraten sie in Schwierigkeiten und ergreifen die Flucht. Am Strand spielen sie mit der letzten Patrone russisches Roulette und werfen den Revolver ins Meer.
Mahjong den ganzen Sommer lang! (夏でポン！, Natsu de pon) ist die Geschichte von Baseball-Spielern, die nach einer Niederlage in einem Halbfinale einer Meisterschaft zum Mahjong-Spielen zusammenkommen. Während des Legespiels lassen sie die kritischen Momente des Baseballspiels Revue passieren. Spieler Ace, der die Niederlage auf einen eigenen Fehler zurückführt, erreicht im letzten Spiel eine der höchsten Punktzahlen im Mahjong.
Herr Suzuki (鈴木さん, Suzuki san) ist der titelgebende Anführer einer Verbrecherorganisation, der den Schüler Kimura in seine Obhut nimmt. Bei einem Treffen mit einem US-amerikanischen Waffenhändler wird dieser wegen Verrats erschossen und dem Schüler im Stile einer Initiation die Mordwaffe überreicht.
 Peace (ピース, Pīsu) handelt von dem Schüler Yukio, der vor seinem Abschluss steht und sich mit der Frage auseinandersetzen muss, was er werden will. In einer Kabine der Schultoilette redet seine Bekanntschaft beim Rauchen auf ihn ein und versucht ihn zu überzeugen, der örtlichen Bande beizutreten, während ein Weiterer vor der Tür auf Lehrer Acht gibt. Yukio ruft dem Wachposten herüber, ihm ein Eis kaufen zu gehen und ersticht seinen Bekannten.
Familienrestaurants sind unser Paradies! (ファミリーレストランは僕らのパラダイスなのさ！, Famirīresutoran wa bokura no paradaisuna nosa ) schildert eine Unterhaltung von fünf Freunden, die zum Streit ausartet, weil die geteilte Rechnung nicht aufgeht. Als der Restaurantleiter interveniert, kommt es zu einer Prügelei und dem Verweis der Schüler aus dem Restaurant.
Das war's dann wohl (リボルバー, Damida korya) dreht sich um den eigensinnigen Schüler Hiro, der in einem Bahnabteil mit einem Erwachsenen aneinandergerät. Nachdem Hiro ihn aus dem Abteil schubst, verfolgt ihn dieser hartnäckig. Ein Polizist wird niedergeschlagen und Hiros Verfolger stirbt bei der Hetzjagd mit Polizeiwagen und Motorrad durch die Stadt.

## Stil
Matsumotos Zeichenstil wurde wiederholt als Mischung aus japanischen und europäischen Einflüssen bezeichnet. Laut Manga-Kritiker Fusanosuke Natsume zeichneten sich Matsumotos frühe Schwarz-Weiß-Zeichnungen durch eine „gewisse Rauheit und Brutalität“ aus, wie er in einem Beitrag zum Gesamtwerk des Künstlers schrieb. Die Darstellungen von Blue Spring wurden mit Einschätzungen wie „chaotisch“ oder „Pulp-Ästhetik“ bedacht. In seinen Kompositionen setzt Matsumoto wiederholt auf raumbetonende Perspektiven, die man aus der Fischaugenobjektiv-Fotografie kennt.

## Entstehung und Veröffentlichungen
Matsumoto befand sich während der Arbeit an den Kurzgeschichten von Blue Spring in seinen frühen zwanziger Jahren und ließ sich laut eigener Aussage von den „Rowdy“-Freunden aus seiner Schulzeit inspirieren. Der japanische Originaltitel ist ein Wortspiel, da die einzelnen Kanji „Ao“ (青)/„Aoi“ (青い) und „Haru“ (春) „blau“ bzw. „Frühling“ bedeuten, während die Zusammensetzung der Zeichen die Lesung „Seishun“ (青春), d. h. „Jugend“ ergibt.
Die älteste Geschichte aus Blue Spring, Wenn du glücklich bist, klatsch in die Hände!, erschien erstmals im Januar 1990 inYoung Sunday (japanisch ヤングサンデー, Yangu Sandē). Issei Eifuku, der später die Story für die von Matsumoto illustrierte Reihe Takemitsu Samurai (2006–2010) beisteuerte, assistierte diesem bei den Zeichnungen der drei ersten Manga-Geschichten des Bandes. Bei Revolver verarbeitete Matsumoto eine Geschichte von Marley Caribu (ein Pseudonym von Garon Tsuchiya). Es handelt sich um das erste Manga-Werk Matsumotos, das auf einer Geschichte eines anderen Autors beruht. Revolver und die Geschichten Herr Suzuki, Peace, Familienrestaurants sind unser Paradies! und Das wars dann wohl! wurden zwischen Mai 1991 und Januar 1993 im Manga-Magazin Big Comic Spirits (japanisch ビッグコミックスピリッツ, Biggu Komikku Supirittsu) veröffentlicht. Bei den letzten drei Werken beteiligte sich Hiroyasu Mōnai als Zeichenassistent. Mahjong den ganzen Sommer lang! erschien ursprünglich in der Juli-Ausgabe des Magazins Kindai Mājan (zu Deutsch „Modernes Mahjong“). 1993 versammelte Shōgakukan alle Kurzgeschichten im  Sammelband Aoi Haru (jap. 青い春).
Im November 2004 veröffentlichte Viz eine englischsprachige Fassung von Blue Spring. Es handelt sich um den ersten Manga Matsumotos, der in englischer Sprache erschien. Im April 2024 brachte der Reprodukt-Verlag eine deutsche Fassung in der Übersetzung von Daniel Büchner heraus. Während Uli Oesterle eine Lettering-Schriftart bereitstellte, übernahm der Hamburger Comic-Künstler und Grafiker diceindustries das generelle Lettering und ersetzte dabei zahlreiche, in den Originalpanels sichtbaren japanischen Graffiti durch deutsche Übersetzungen.

## Kritiken
Roman Widera hob in einer Rezension für Comic.de die Übereinstimmung der visuellen Gestaltung mit der Thematik der Unsicherheit und Orientierungslosigkeit hervor. Kritik äußerte er an den Anpassungen der deutschen Ausgabe, denn die zahlreichen im Manga verwendeten Graffiti wurden „leider innerbildlich übersetzt statt mittels Fußnoten, was mitunter störende Textgemenge in den Panels erzeugt und so die Leere der zeichenhaft gesprühten Tags eliminiert“. Sören Grenzdörffer von Mangaguide.de  empfand die Charaktere von Blue Spring als „abwechslungsreich“, zeigte sich jedoch von den zeichnerischen Qualitäten des Werkes nicht völlig überzeugt: „Grafisch ist der Manga durchwachsen“.
Für Marco Rauch war Blue Spring kein überragendes Werk, „aber eine wirklich gut zu lesende, spannende Kurzgeschichtensammlung“.  Im Hinblick auf die bis 2004 in englischer Übersetzung erschienenen Mangas empfand Ian Keogh Blue Spring als „bahnbrechend“, aber äußerte die Ansicht, dass die „Darstellung weitgehend zielloser Leben“ nicht jeden ansprechen würde.
In einem Nachwort aus dem Jahr 2011 bezeichnete Taiyo Matsumoto seine eigenen, in Blue Spring versammelten Frühwerke als „zeichnerisch [...] noch völlig unausgereift und viele Panels und Bildabfolgen [...] schwer zu ertragen“. Er bemerkte aber, dass in der Art, mit der er damals Dialoge und Handlungen geschrieben habe, „eine ganz eigene Kraft innewohnt“.

## Adaptionen
Eine von Toshiaki Toyoda inszenierte Verfilmung von Matsumotos Kurzgeschichtensammlung wurde 2002 als Blue Spring in die japanischen Kinos gebracht. In freier filmischer Interpretation konzentrierte sich der Regisseur auf die Geschichten Wenn du glücklich bist, klatsch in die Hände! und Peace. Ryūhei Matsuda und Hirofumi Arai übernahmen die Rollen der konkurrierenden Freunde Kujo und Aoki.
Eine Direct-to-Video-Adaption der Kurzgeschichte Revolver erschien 2003 unter dem Titel Riborubā Aoi Haru (リボルバー 青い春).